# Abilene (netwerk)
Abilene is een Amerikaans backbone-netwerk dat is aangelegd in het kader van het Internet2-project en dient om nieuwe netwerktechnieken en internettoepassingen te ontwikkelen. De naam is een verwijzing naar de Abilene Railhead, een spoorlijn die zeer belangrijk was voor de infrastructuur van het Noord-Amerikaanse continent.

## Doel
Het doel van het netwerk is het voorzien van een geavanceerde backbone voor ondersteuning van:
- Geavanceerde applicaties, ontwikkeld door gebruik van innovatieve en experimentele technieken, die high-performance netwerken of functies die niet bestaan op commerciële netwerken nodig hebben om te testen
- Het implementeren en testen van geavanceerde diensten, zoals multicast, IPv6, metingen en beveiliging, die niet mogelijk zijn op het conventionele Internet.
- Toegang voor onderzoekers tot een zeer uitgebreide set netwerkkarakteristieken, in een high performance netwerkomgeving, die nieuwe en innovatieve applicaties ondersteunt

Het netwerk maakt de ontwikkeling mogelijk van toepassingen zoals virtuele laboratoria, digitale bibliotheken, lange afstandsonderwijs en anderen, maar biedt ook een modernere netwerkcapaciteit, die nodig is in de toekomst, en waar Internet2 op focust. 
Abilene is het meest geavanceerde IP backbone netwerk dat universiteiten vandaag ter beschikking hebben.

## Netwerkarchitectuur
Abilene verbindt regionale netwerkknooppunten – gigaPoPs genaamd – om een geavanceerde netwerkdienst aan te bieden aan meer dan 220 universiteiten, bedrijven en partners in alle 50 staten van de VS, Columbia en Puerto Rico. Het netwerk bestaat momenteel vooral uit een OC-192c (10 Gb/s) backbone, gebaseerd op optische technologie en krachtige routers.
Onder andere Internet2, Qwest Communications, Nortel Networks, Juniper Networks en Indiana University hebben samengewerkt aan het Abilene-netwerk.
Het Nederlandse SURFnet is sinds 1998/1999 verbonden met Abilene. Juni 2000 werd de koppeling via de SURFnet Point of Presence in New York opgewaardeerd van 75 Mbit/s naar 155 Mbit/s. Sinds december 2001 koppelt SURFnet met twee 622 Mbit/s verbindingen via haar nieuwe Point of Presence in Chicago.

## Geschiedenis en toekomst
Op 14 april 1998 kondigde toenmalig vicepresident Al Gore Abilene aan tijdens een ceremonie in het Witte Huis. Werk aan Abilene begon in februari 1999 en tegen het einde van dat jaar lag er een operationele 2,5 Gb/s backbone. Later werd deze opgeschaald naar een 10 Gb/s backbone, die ook IPv6 ondersteunde; dit werk was voltooid in 2003. In 2004 werd de eerste fase succesvol afgesloten. Het streven in de volgende fase is een reële snelheid van 100 Gigabit per seconde tussen elk stel knooppunten in het netwerk. Dit werd begin 2008 gerealiseerd. Sindsdien heeft men de naam Abilene laten vallen en heet het project simpelweg Internet2